# Bahram von Persien
Bahram (persisch بهرام; Pahlavi: Wahrām/Warahrān von avestisch Verethragna; chinesisch Alouhan; † 710), genannt Prinz Bahram bzw. Bahram von Persien war der Sohn des im Jahr 651 ermordeten sassanidischen Großkönigs Yazdegerd III. und Bruder Peroz’ von Persien. Er verließ Persien nach der arabischen Invasion und dem Fall des Sassanidenreichs und zog mit einem Teil des iranischen Adels nach China, wo er gemeinsam mit seinem Bruder den chinesischen Kaiser Gaozong (regierte 649–683) um Unterstützung im Kampf gegen die Araber bat. Er versuchte wiederholt, die durch die arabische Besatzungsmacht gehaltenen persischen Territorien zurückzuerobern, was ihm jedoch nicht gelang.
In der mittelpersischen Literatur ist ihm das Gedicht Abar Madan i Wahrām i Warjāwand („Über das Kommen des über wunderbare Macht verfügenden Bahrams“) gewidmet, worin sich neben der Hoffnung des Volkes auf die Befreiung Irans durch Prinz Bahram und der Verachtung für den islamischen Glauben die Bitterkeit der Besatzungspolitik ausdrückt. So ist darin unter anderem zu lesen: „Wann wird ein Bote aus Indien kommen / (Um zu sagen) daß König Vahrām vom Stamm der Kianiden angekommen? /... / Was wir gesehen (erlitten) durch der Araber Hand(:) / Mit einer Truppe schwächten sie die Religion und töteten die Könige / Unseren König unter jenen Iranern / Ihre Religion ist in der Art der Dämonen.“
Der Sohn Prinz Bahrams, Prinz Chosrau (chinesisch Juluo), setzte die militärischen Bemühungen seines Vaters fort. Jedoch blieben sein Feldzug und sein zunächst gelungener Vorstoß auf Persien schließlich ebenfalls erfolglos.